# Alfonso XII di Spagna
Alfonso XII di Spagna (in spagnolo Alfonso XII de Borbón; Madrid, 28 novembre 1857 – Madrid, 25 novembre 1885), figlio di Isabella II di Spagna e Francesco d'Assisi di Borbone, fu re di Spagna dal 29 dicembre 1874 (caduta della Prima repubblica spagnola) fino alla sua morte.

## Biografia

### Giovinezza
Alfonso nacque il 28 novembre 1857 nel Palazzo reale di Madrid, figlio di Isabella II di Spagna e del marito Francesco d'Assisi, duca di Cadice; all'epoca molte furono le voci riguardanti la vera paternità del piccolo principe, visto che il Re consorte era probabilmente omosessuale ed impotente. Il vero padre di Alfonso potrebbe essere Enrique Puigmoltó y Mayans, capitano delle guardie reali, oppure il generale Francisco Serrano. Di conseguenza la stampa antiborbonica chiamava l'erede al trono col nomignolo negativo di "El puigmoltejo", così da rendere più evidenti le avventure extraconiugali della Regina. Si ritenne inoltre che Alfonso potesse essere figlio di Federico Puig Romero, colonnello assassinato in circostanze poco chiare nel 1866. Alla nascita, Alfonso ricevette il titolo di Principe delle Asturie. Aveva tre sorelle, Isabella, Maria de la Paz e Eulalia.

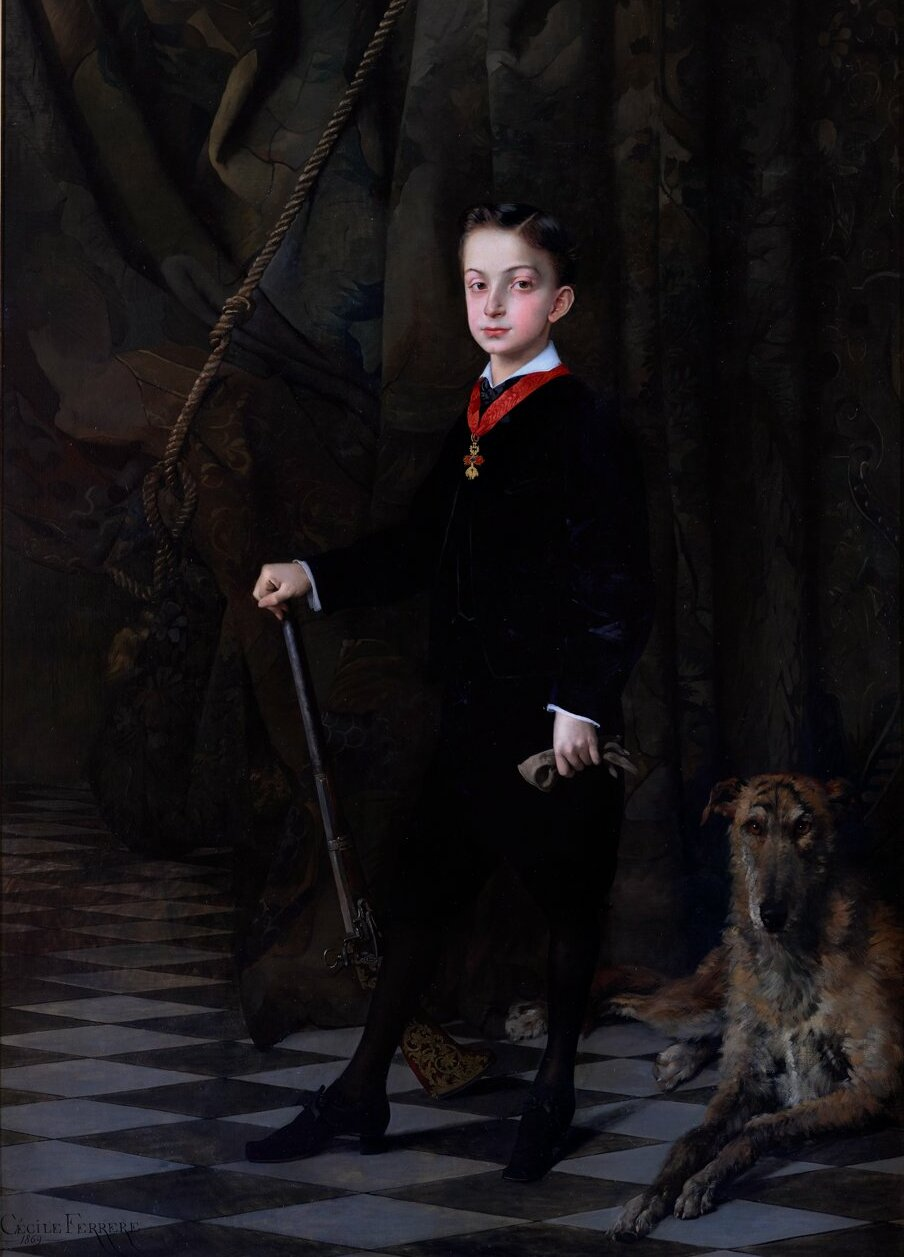
Principe delle Asturie nel 1869.

Venne battezzato il 7 dicembre 1857 come Alfonso Francisco de Asís Fernando Pío Juan María Gregorio y Pelagio, ed ebbe come padrini la sorella maggiore Isabella e papa Pio IX, rappresentato dal nunzio monsignor Lorenzo Barili. A guidare la prima educazione del Principe delle Asturie fu il marchese José Nicolás de Ossorio y Silva di Alcañices, sostituito dal 1865 dal Conte di Ezpeleta de Beire, affiancato dal Generale Álvarez Osorio, dal canonico sivigliano Cayetano Fernández che venne poi sostituito dall'Arcivescovo di Burgos, Fernando de la Cuesta. Negli anni successivi Alfonso vene poi seguito anche da Guillermo Morphy.

### Rivoluzione del 1868
Nel settembre del 1868 scoppiò in Spagna una rivoluzione, guidata da alcuni generali che rovesciarono il governo di Isabella II e detronizzarono la stessa sovrana, che assieme alla famiglia reale lasciò il paese e andò in esilio a Parigi, dove ella rimarrà fino alla sua morte, avvenuta nel 1904. Il 25 giugno 1870 la regina Isabella abdicò in favore del figlio, Alfonso, principe delle Asturie che assunse i diritti sul trono spagnolo; nel frattempo in Spagna il Governo provvisorio proclamò un nuovo regno e individuò alcuni candidati per il nuovo trono spagnolo, come lo stesso Alfonso, lo zio di quest'ultimo, Antonio d'Orléans, e Amedeo, duca d'Aosta che venne poi eletto Re di Spagna. Amedeo I abdicò poi l'11 febbraio 1873, e le Cortes, parlamento spagnolo, proclamarono la Prima repubblica.
Alfonso intanto continuava la sua educazione: frequentò il Collège Stanislas, a Parigi, ricevendo lezioni private di politica e costituzione da Guillermo Morphy, l'Accademia pubblica di Ginevra, il Theresianum di Vienna ed infine la Reale accademia militare di Sandhurst. Nel 1873 Antonio Cánovas del Castillo sostituì Antonio, duca di Montpensier, zio di Alfonso, quale direttore del movimento alfonsino, che aveva lo scopo di ottenere il maggior numero dei sostenitori per portare il Principe delle Asturie sul trono spagnolo, senza l'intervento delle forze armate. Nel dicembre del 1874 il Generale Matinez Campos, del movimento alfonsino, guidò una rivolta, tenutosi a Sagunto, che vide la restaurazione della monarchia e la conseguenza ascesa di Alfonso, come nuovo sovrano spagnolo.

### Ascesa al trono

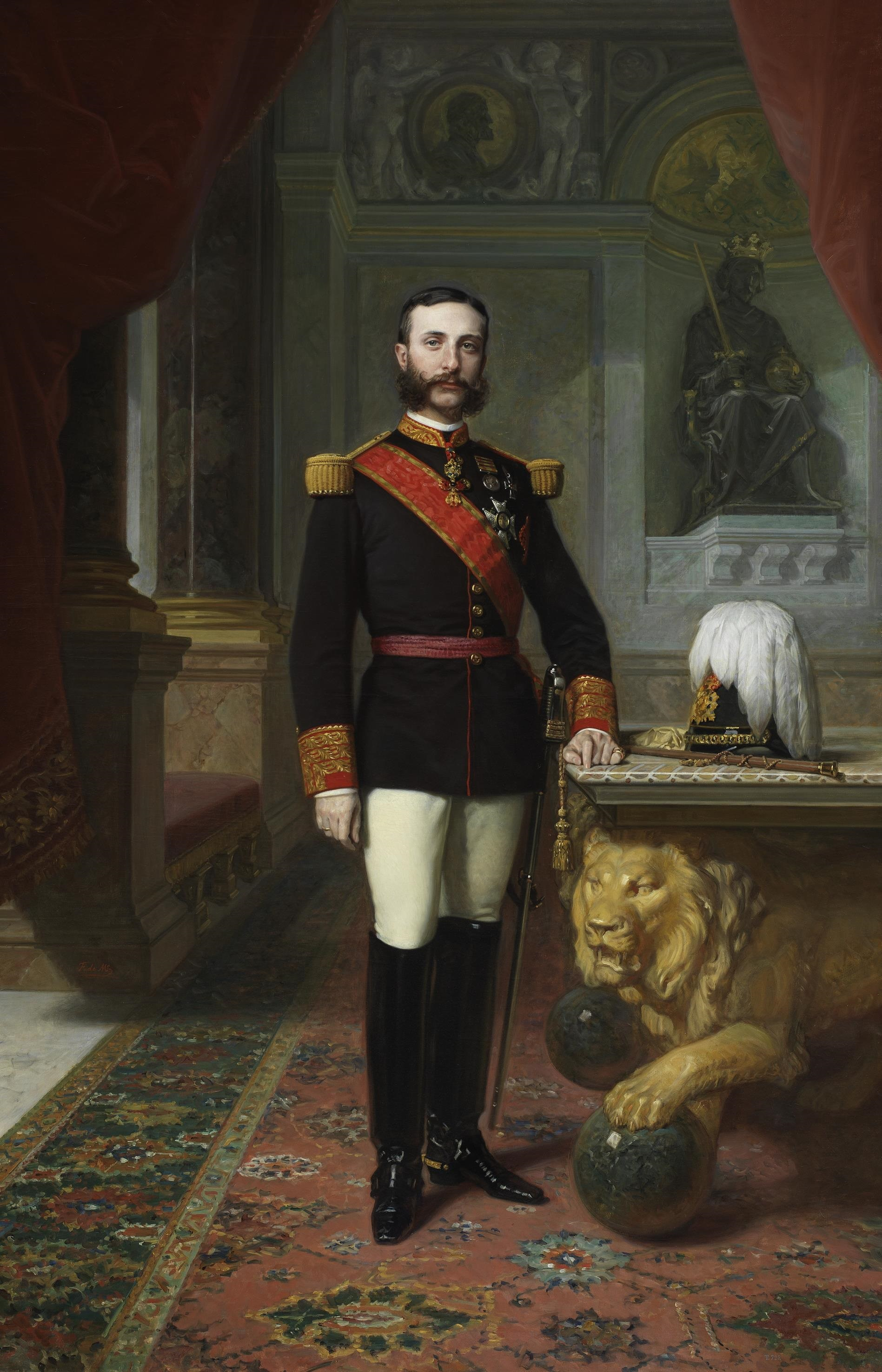
Alfonso XII di Spagna.

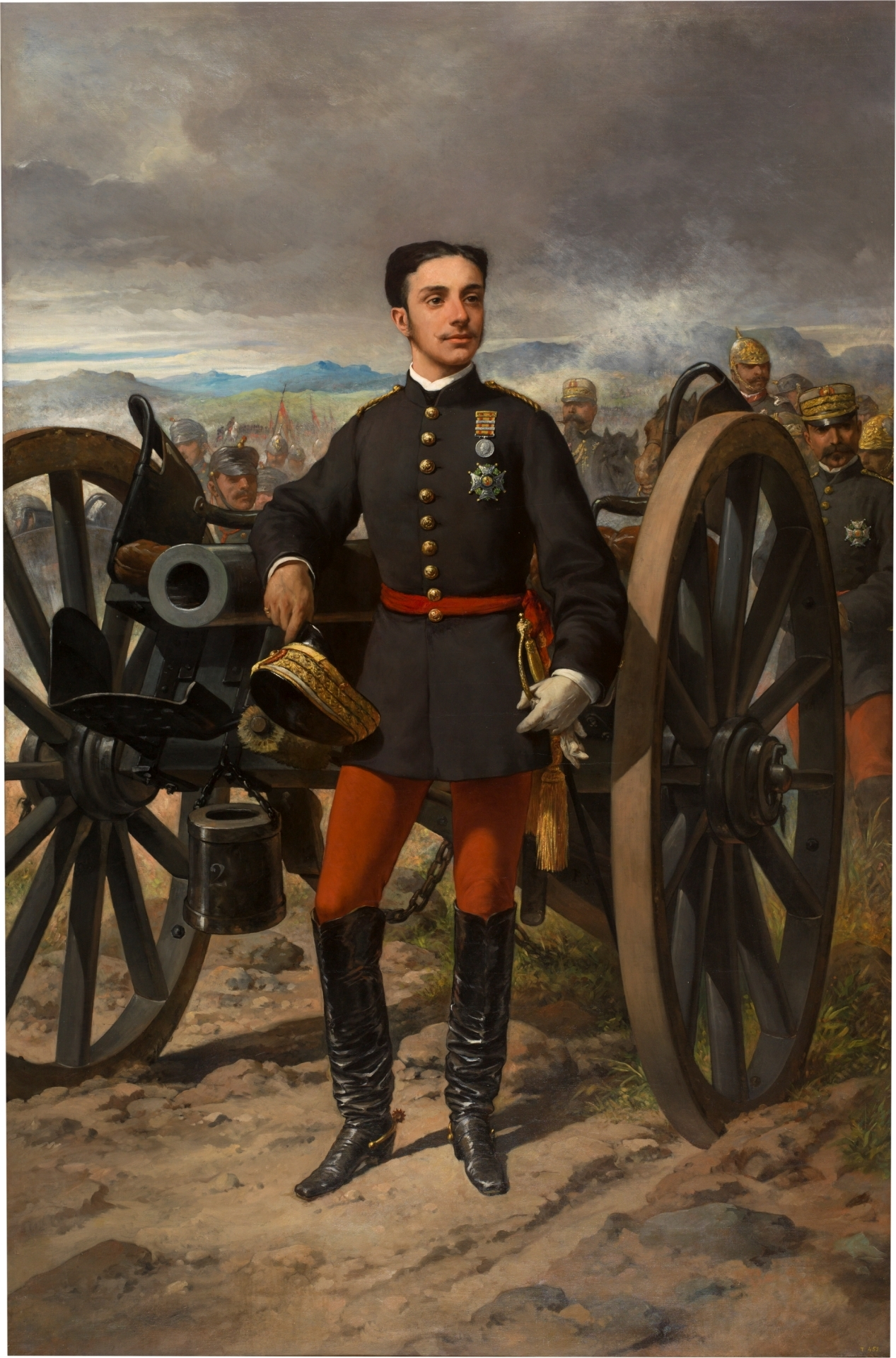
Alfonso XII nel 1876.

Alfonso, nel Manifesto di Sandhurst, si presentò al popolo spagnolo come un re spagnolo, cattolico, liberale e con uno spirito veramente conciliante. Il 30 dicembre 1874 divenne ufficialmente Alfonso XII, re di Spagna, giungendo a Madrid il 14 gennaio 1875, dove fu accolto da un grande giubilo della popolazione. Pochi giorni dopo, Alfonso XII guidò le truppe nei pressi di Saragozza contro i carlisti, con cui l'esercito spagnolo combatteva dal 1833. Nel 1876 le guerre carliste finirono e Don Carlos, allora pretendente carlista al trono spagnolo, lasciò il paese; successivamente re Alfonso visitò di persona le provincie colpite dai conflitti, accrescendo così la propria popolarità. Nel 1878 invece, col trattato di Zanjon, terminò la Guerra dei dieci anni, combattuta tra la Spagna e l'esercito dei ribelli cubani. A seguito della vittoria spagnola contro i rivoluzionari cubani ed i carlisti, Alfonso si aggiudicò il soprannome di "Rey soldado", re soldato, o anche di "Re pacificatore". Alfonso XII nominò suo segretario privato il Conte Guillermo Morphy. Da questa posizione divenne un grande protettore degli artisti del suo tempo, intercedendo nella concessione di pensioni da parte della Casa Reale, ed ebbe una forte presenza nelle istituzioni culturali di Madrid.
Il 30 giugno 1876 venne promulgata una nuova Costituzione; il Re mantenne ampie prerogative politiche e assunse il comando supremo dell'esercito e della marina, con l'articolo 52 della Costituzione e la legge costitutiva dell'esercito del 1878. Su questa base giuridica sarebbe stato costruito il sistema politico monarchico del governo parlamentare di quello che storicamente è passato alla storia come il periodo della Restaurazione, epoca in cui, con l'aiuto di pratiche elettorali fraudolenti, il Partito Liberale-Conservatore, o Partito Conservatore, e il Partito Liberal-Fusionista, o Partito Liberale, si alternarono per quasi mezzo secolo al governo, fino al colpo di Stato del Generale Miguel Primo de Rivera, tenutosi il 13 settembre 1923 che diede iniziò ad una dittatura militare e che portò alla caduta della monarchia nel 1931 e la conseguente proclamazione della repubblica. 

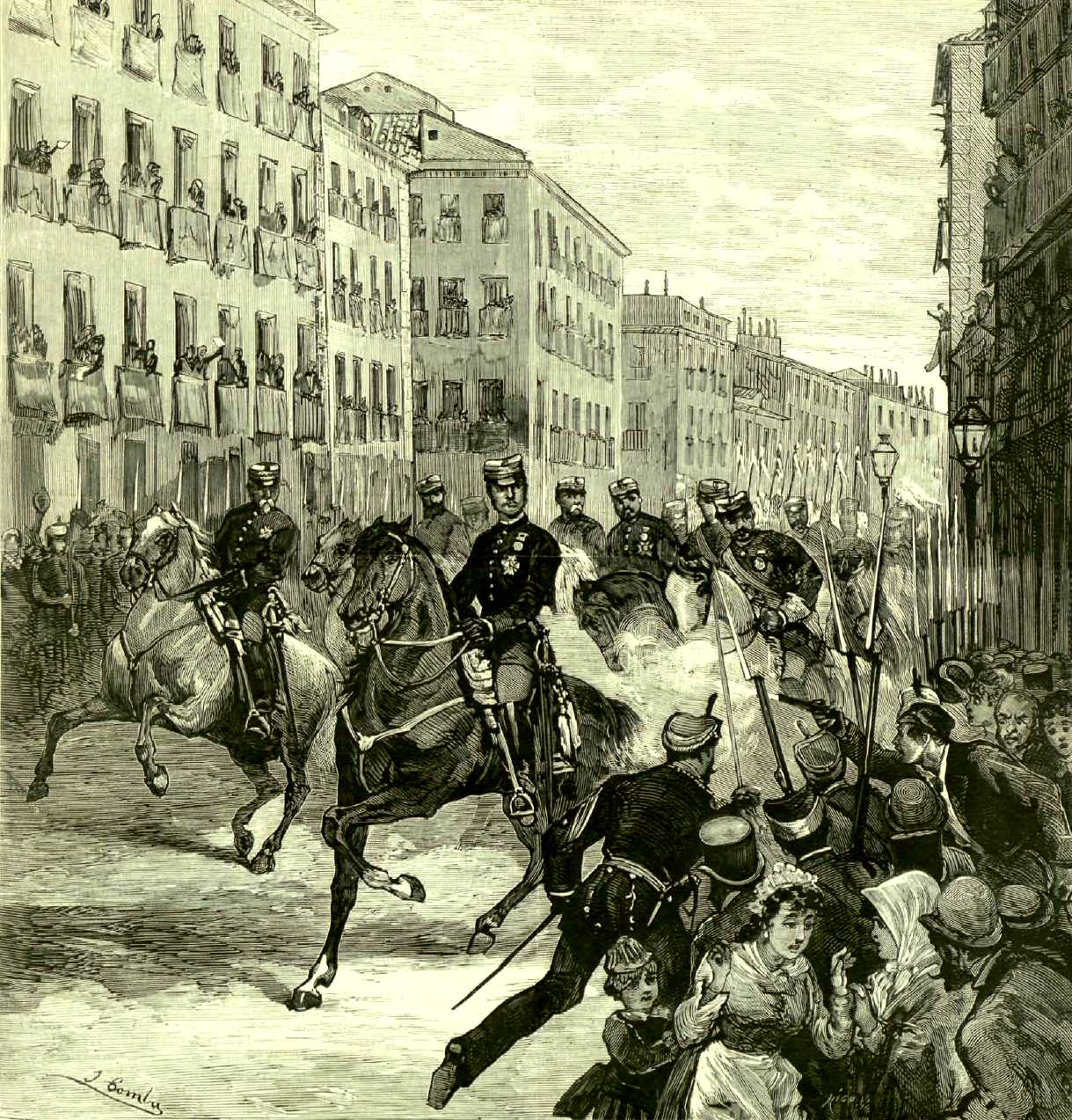
L'attentato nella cittadina di Oliva.

Dopo le guerre carliste, l'ordine interno continuò ad essere spesso minacciato da sommosse repubblicane, soppresse dall'intervento dell'esercito, come i moti di Badajoz nel 1883, di Gerona e Saragozza nei due anni seguenti. Furono tutti prontamente domati, ed il principio monarchico aumentò sempre più fra la popolazione, durante il regno di Alfonso XII. Giovò molto a tale effetto l'uso adottato dal re di visitare le provincie e le regioni colpite da sinistri. Alfonso fu comunque oggetto di due attentati da parte di fanatici, uno ad Oliva nel 1878 ed un altro a Otero nel 1879. Da entrambi uscì illeso, e se ne accrebbe la sua popolarità. Durante il suo regno, si succedevano numerosi governi, meno rapidamente dei suoi predecessore, ma pur sempre frequenti; si alternarono al potere Cánovas del Castillo, Martínez Campos, Sagasta, Romero-Robledo, che furono i maggiori parlamentari spagnoli del tempo. Un atto importante del regno fu l'abolizione della schiavitù a Cuba, riforma assai contrastata, che causò il governo Martínez Campos, ma fu finalmente approvata dalle Cortes nel dicembre 1879.

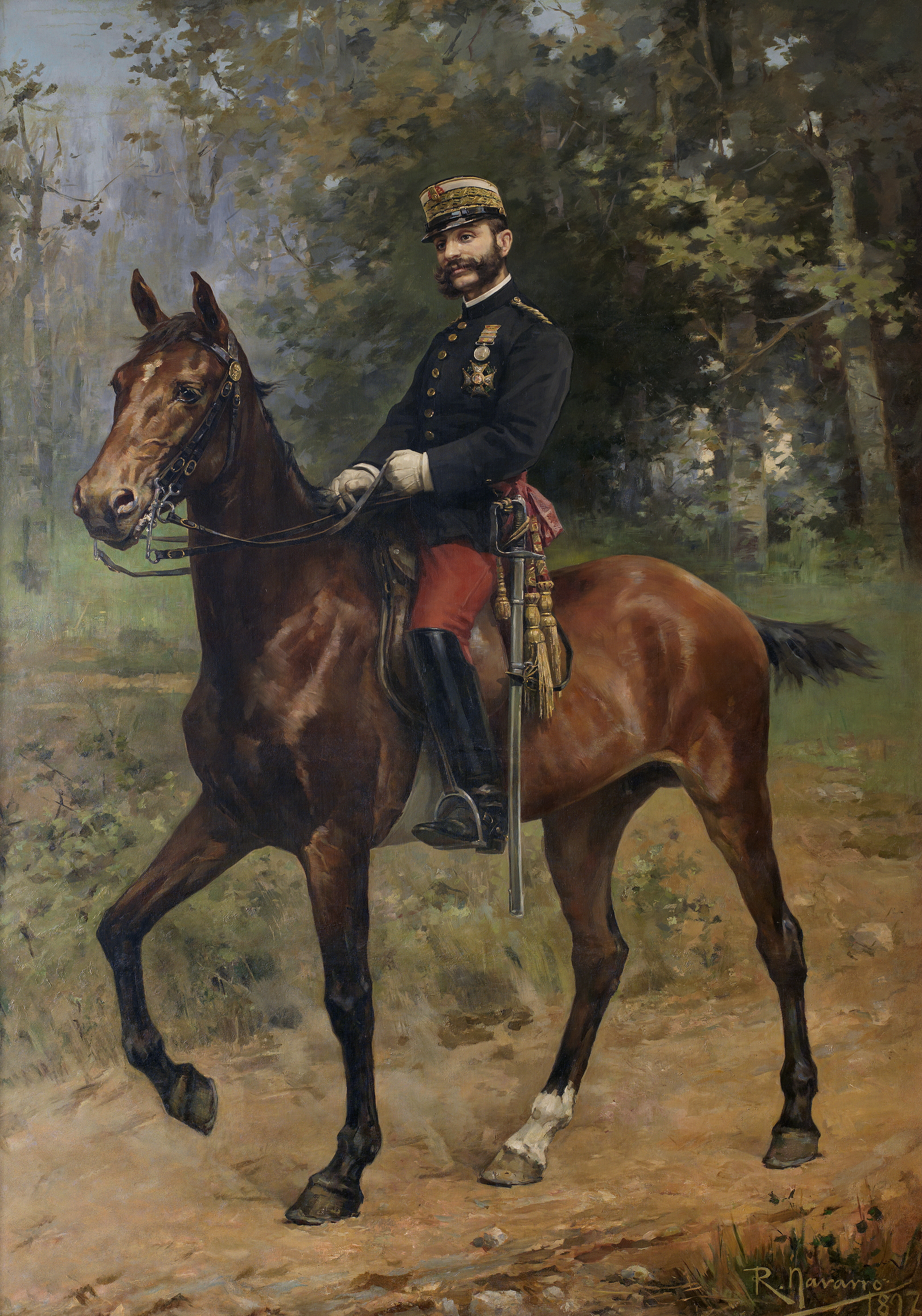
Alfonso XII di Spagna a cavallo.

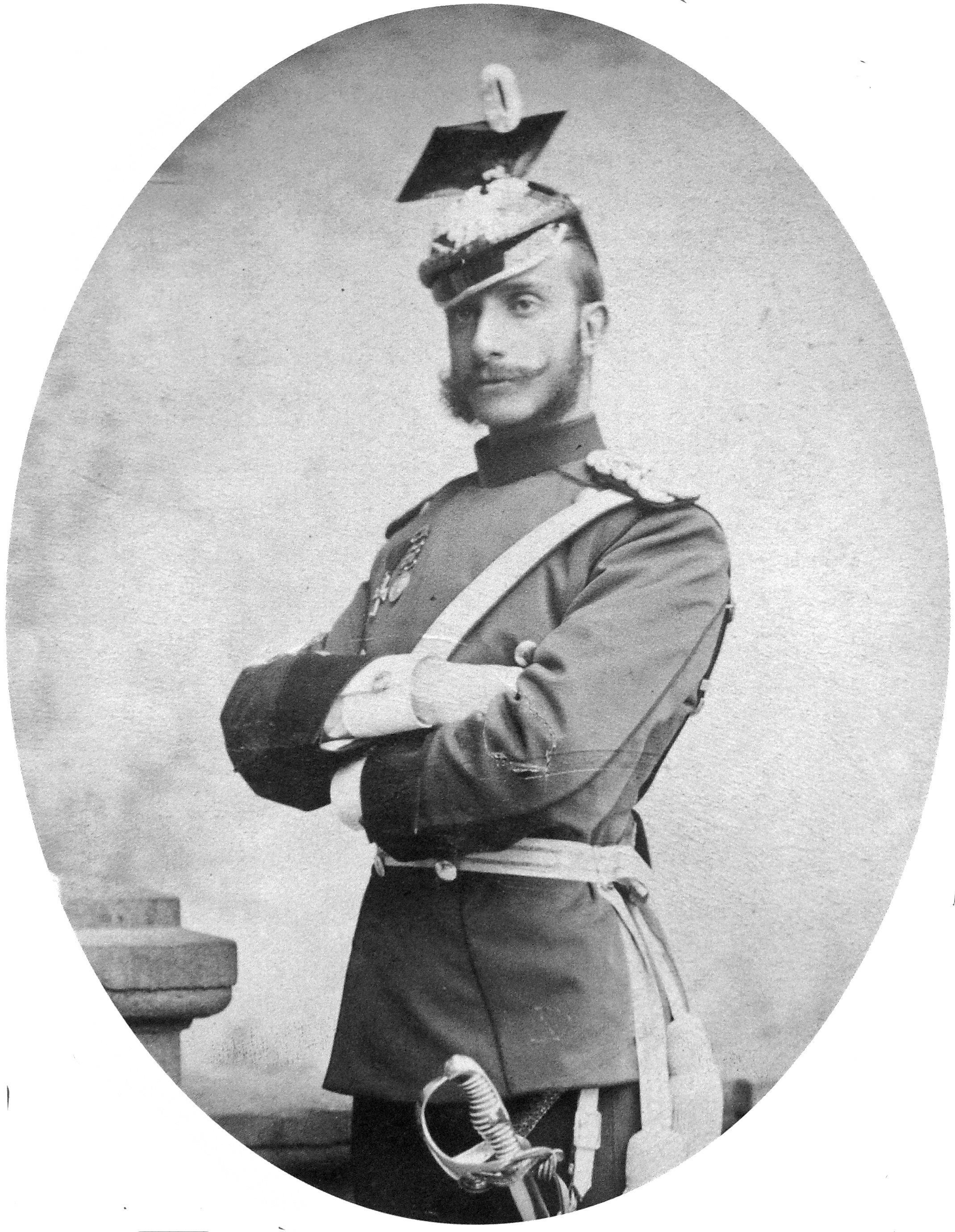
Alfonso in uniforme di Ulano.

Nel 1883 il Re fece un viaggio all'estero, durante il quale visitò la corte di Berlino degli Hohenzollern; in tale occasione incontrò l'imperatore Guglielmo I assistendo anche ad una rivista militare. Venne poi nominato Colonnello del Reggimento degli Ulani. Dopo la Germania, Alfonso XII si recò in Francia, a Parigi, dove però il sovrano venne accolto in modo ostile poiché al tempo, passati più di dieci anni dalla Guerra franco-prussiana, la popolazione francofona considera ancora l'Impero tedesco come un nemico. Ritornato in Spagna, Alfonso fu comunque accolto da entusiastiche dimostrazioni. Nel 1885 una nave da guerra tedesca alzò la bandiera imperiale nelle isole Yap, fancete parte dell'arcipelago delle Caroline, sulle quali la Spagna deteneva la sovranità; esse furono infatti occupate dall'Ammiraglio Francisco Lazeano nel 1686, che le intitolò a Carlo II d'Asburgo, re di Spagna. La contesa fra il governo spagnolo e quello tedesco fu assai aspra e assistita dall'arbitrato della Santa Sede. Papa Leone XIII riconobbe i diritti politici della Spagna, attribuendo in compenso alla Germania alcuni privilegi commerciali. Le Caroline furono poi cedute alla Germania nel 1899, contro una cospicua indennità.
Re Alfonso diede soccorso alle popolazioni colpite dalle inondazioni di Murcia e, soprattutto, alle genti colpite dai terremoti dell'Andalusia orientale alla fine del 1884. Nell'agosto del 1885 cedette le stanze del Palazzo Reale di Aranjuez per ricoverare i colpiti dall'epidemia di colera, e lo stesso sovrano assistette personalmente i malati, nonostante l'opposizione del governo.

### Matrimonio

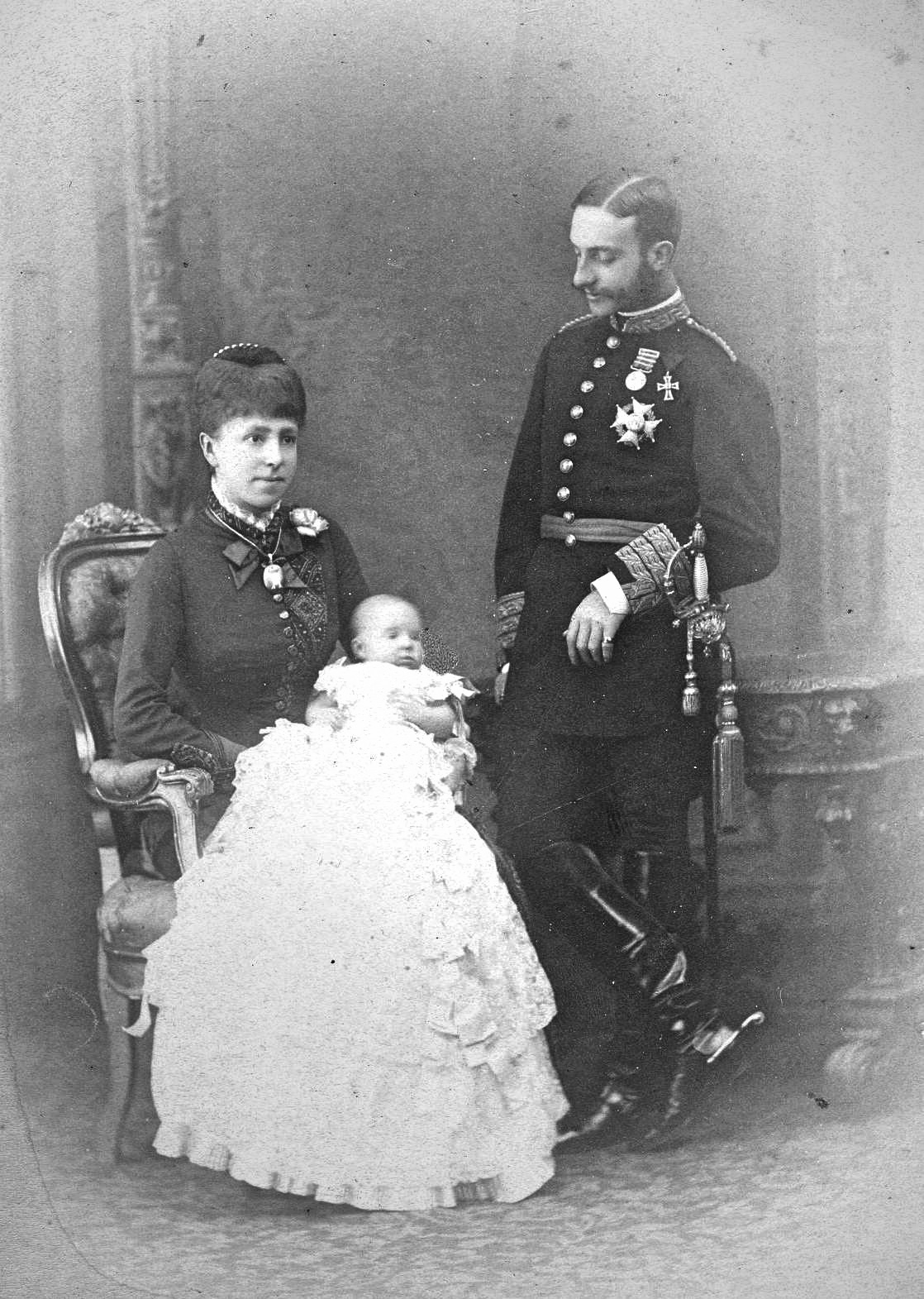
Alfonso e la regina Maria Cristina.

Alfonso XII sposò il 23 gennaio 1878 Mercedes d'Orléans, sua prima cugina in quanto figlia dell'Infanta Luisa Fernanda, sorella di Isabella II, e di Antonio d'Orléans. Le nozze ebbero l'approvazione della popolazione e furono celebrate fra il maggiore entusiasmo. Le liete speranze furono presto deluse, poiché la giovine regina morì pochi mesi dopo il matrimonio, il 27 giugno dello stesso anno, senza aver dato alla luce nessun figlio. Il 29 novembre 1879 il Re si unì in seconde nozze con l'arciduchessa Maria Cristina di Teschen, figlia di Carlo Ferdinando d'Asburgo-Teschen e di Elisabetta Francesca d'Austria. Alfonso e Cristina ebbero tre figli:
- Maria de las Mercedes (1880 - 1904), principessa delle Due Sicilie
- Maria Teresa (1882 - 1912), principessa di Baviera
- Alfonso XIII (1886 - 1941), re di Spagna

### Morte
Alfonso XII di Spagna morì il 25 novembre 1885, tre giorni prima del suo ventottesimo compleanno, nel Palazzo Reale di El Pardo; al tempo la moglie, la regina Maria Cristina, era incinta del loro unico figlio maschio che al momento della nascita, avvenuta nel 1886, divenne Alfonso XIII, re di Spagna affiancato però dalla Reggenza della madre, ormai regina vedova. Alfonso fu sepolto nella Cripta reale del Monastero dell'Escorial.

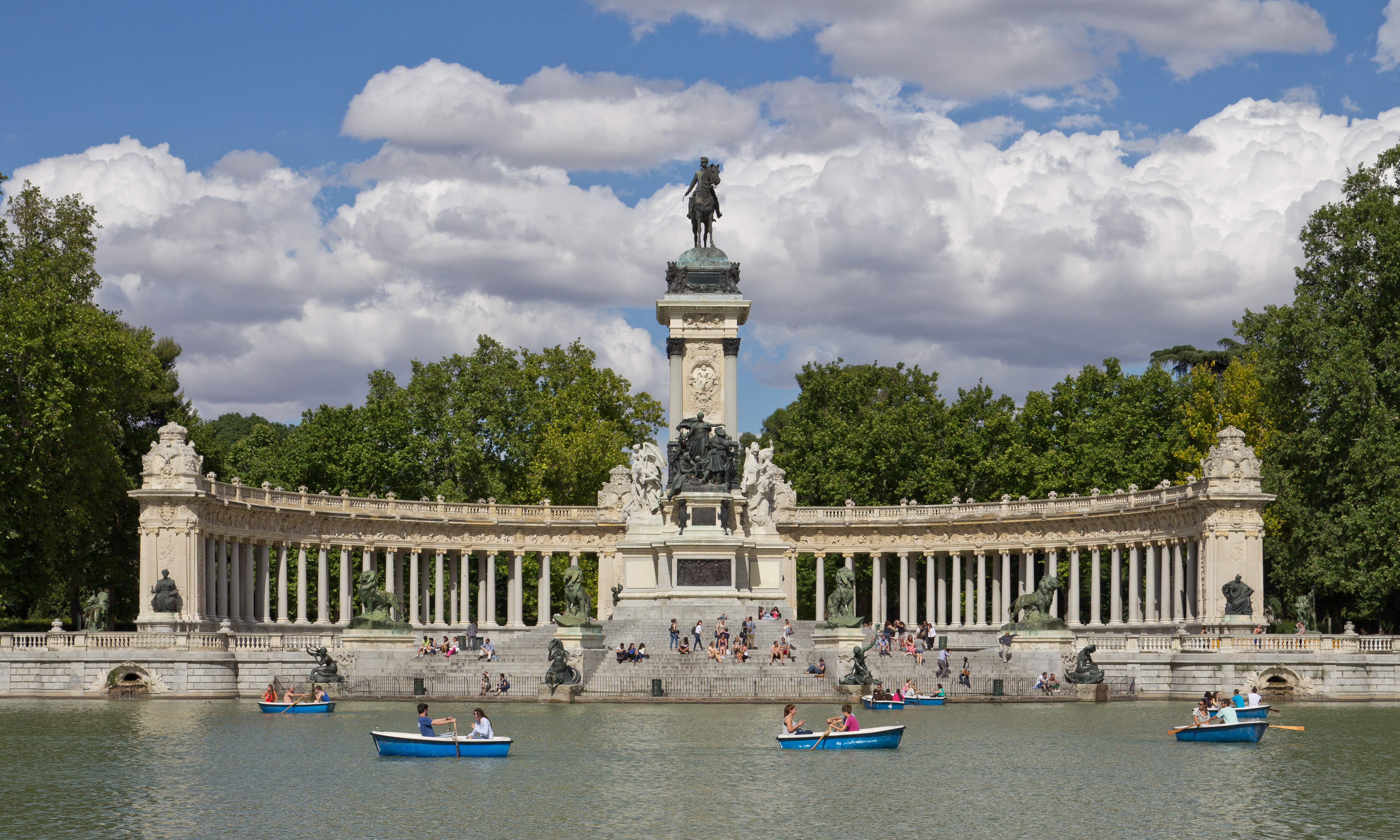
Monumento ad Alfonso XII, Madrid.

Nel 1902 la regina Maria Cristina, organizzò un concorso nazionale per costruire un monumento in onore del marito, re Alfonso XII. Il concorso venne vinto dall'architetto José Grases Riera, che realizzò, nel Parco del Retiro a Madrid, un grande colonnato in marmo contornato da un gran numero di sculture, che circondano una statua bronzea, posta al centro, raffigurante il sovrano a cavallo. Il monumento venne inaugurato il 6 giugno del 1922.

## Discendenza
Re Alfonso XII e Maria Cristina d'Asburgo-Teschen ebbero tre figli:
- Maria de las Mercedes, principessa delle Asturie (11 settembre 1880-17 ottobre 1904), sposò il principe Carlo Tancredi di Borbone-Due Sicilie;
- Maria Teresa (12 novembre 1882-23 settembre 1912), sposò il cugino Ferdinando di Baviera;
- Alfonso XIII di Spagna (17 maggio 1886-28 febbraio 1941), sposò Vittoria Eugenia di Battenberg.

Oltre alla sua progenie legittima, Alfonso XII ebbe due figli illegittimi da Elena Sanz:
- Alfonso (1879-1970);
- Fernando (1881-1925)[26].

## Ascendenza
|                                       |                    |                                  | Genitori                        |  |  | Nonni |  |  | Bisnonni           |  |  | Trisnonni           |  |
|                                       |                    |                                  |                                 |  |  |       |  |  | Carlo IV di Spagna |  |  | Carlo III di Spagna |  |
|                                       |                    |                                  |                                 |  |  |       |  |  | Carlo IV di Spagna |  |  | Carlo III di Spagna |  |
|                                       |                    | Maria Amalia di Sassonia         |                                 |  |  |       |  |  | Carlo IV di Spagna |  |  |                     |  |
| Francesco di Paola di Borbone-Spagna  |                    |                                  |                                 |  |  |       |  |  | Carlo IV di Spagna |  |  |                     |  |
|                                       |                    | Maria Luisa di Borbone-Parma     | Filippo I di Parma              |  |  |       |  |  |                    |  |  |                     |  |
|                                       |                    | Maria Luisa di Borbone-Parma     | Filippo I di Parma              |  |  |       |  |  |                    |  |  |                     |  |
|                                       |                    | Maria Luisa di Borbone-Parma     | Elisabetta di Borbone-Francia   |  |  |       |  |  |                    |  |  |                     |  |
| Francesco d'Assisi di Borbone-Spagna  |                    | Maria Luisa di Borbone-Parma     |                                 |  |  |       |  |  |                    |  |  |                     |  |
|                                       |                    | Francesco I delle Due Sicilie    | Ferdinando I delle Due Sicilie  |  |  |       |  |  |                    |  |  |                     |  |
|                                       |                    | Francesco I delle Due Sicilie    | Ferdinando I delle Due Sicilie  |  |  |       |  |  |                    |  |  |                     |  |
|                                       |                    | Francesco I delle Due Sicilie    | Maria Carolina d'Asburgo-Lorena |  |  |       |  |  |                    |  |  |                     |  |
| Luisa Carlotta di Borbone-Due Sicilie |                    | Francesco I delle Due Sicilie    |                                 |  |  |       |  |  |                    |  |  |                     |  |
|                                       |                    | Maria Isabella di Borbone-Spagna | Carlo IV di Spagna              |  |  |       |  |  |                    |  |  |                     |  |
|                                       |                    | Maria Isabella di Borbone-Spagna | Carlo IV di Spagna              |  |  |       |  |  |                    |  |  |                     |  |
|                                       |                    | Maria Isabella di Borbone-Spagna | Maria Luisa di Borbone-Parma    |  |  |       |  |  |                    |  |  |                     |  |
| Alfonso XII di Spagna                 |                    | Maria Isabella di Borbone-Spagna |                                 |  |  |       |  |  |                    |  |  |                     |  |
|                                       | Carlo IV di Spagna | Carlo III di Spagna              |                                 |  |  |       |  |  |                    |  |  |                     |  |
|                                       | Carlo IV di Spagna | Carlo III di Spagna              |                                 |  |  |       |  |  |                    |  |  |                     |  |
|                                       | Carlo IV di Spagna | Maria Amalia di Sassonia         |                                 |  |  |       |  |  |                    |  |  |                     |  |
| Ferdinando VII di Spagna              | Carlo IV di Spagna |                                  |                                 |  |  |       |  |  |                    |  |  |                     |  |
|                                       |                    | Maria Luisa di Borbone-Parma     | Filippo I di Parma              |  |  |       |  |  |                    |  |  |                     |  |
|                                       |                    | Maria Luisa di Borbone-Parma     | Filippo I di Parma              |  |  |       |  |  |                    |  |  |                     |  |
|                                       |                    | Maria Luisa di Borbone-Parma     | Elisabetta di Borbone-Francia   |  |  |       |  |  |                    |  |  |                     |  |
| Isabella II di Spagna                 |                    | Maria Luisa di Borbone-Parma     |                                 |  |  |       |  |  |                    |  |  |                     |  |
|                                       |                    | Francesco I delle Due Sicilie    | Ferdinando I delle Due Sicilie  |  |  |       |  |  |                    |  |  |                     |  |
|                                       |                    | Francesco I delle Due Sicilie    | Ferdinando I delle Due Sicilie  |  |  |       |  |  |                    |  |  |                     |  |
|                                       |                    | Francesco I delle Due Sicilie    | Maria Carolina d'Asburgo-Lorena |  |  |       |  |  |                    |  |  |                     |  |
| Maria Cristina di Borbone-Due Sicilie |                    | Francesco I delle Due Sicilie    |                                 |  |  |       |  |  |                    |  |  |                     |  |
|                                       |                    | Maria Isabella di Borbone-Spagna | Carlo IV di Spagna              |  |  |       |  |  |                    |  |  |                     |  |
|                                       |                    | Maria Isabella di Borbone-Spagna | Carlo IV di Spagna              |  |  |       |  |  |                    |  |  |                     |  |
|                                       |                    | Maria Isabella di Borbone-Spagna | Maria Luisa di Borbone-Parma    |  |  |       |  |  |                    |  |  |                     |  |
|                                       |                    | Maria Isabella di Borbone-Spagna |                                 |  |  |       |  |  |                    |  |  |                     |  |